# مورچه‌گیرک پهلونقره‌ای
مورچه‌گیرک پهلونقره‌ای (نام علمی: Myrmotherula luctuosa) نام یک گونه از سرده مورچه‌گیرک‌ها است.